# Coupe de La Réunion de football 2011
Navigation
Édition précédente Édition suivante
La Coupe de La Réunion de football 2011 est la 45e édition de la compétition. Le vainqueur de cette édition est la Saint-Pauloise FC.

## Changements
Pour la Coupe de la Réunion 2011, seule la SS Jeanne d'Arc a été exclue de la compétition suit à une décision de la Ligue réunionnaise de football.

## Quarts de finale
Les matchs sont prévus les samedi 29 octobre et 9 novembre 2011.
Résultats des rencontres
| Division | Club                 | Résultat        | Club                | Division | Lieu                                 | Date, heure       |
| -------- | -------------------- | --------------- | ------------------- | -------- | ------------------------------------ | ----------------- |
| (D1P)    | AS Possession        | 1 - 0           | Saint-Denis FC      | (D1P)    | Stade Youri-Gagarine (La Possession) | 29 octobre, 20h00 |
| (D2R)    | SDEFA                | 0 - 1           | Saint-Pauloise FC   | (D1P)    | Stade de la Redoute (Saint-Denis)    | 29 octobre, 20h00 |
| (D1P)    | JS Saint-Pierroise   | 1 - 1, 2 - 4tab | AS Excelsior        | (D1P)    | Stade Michel Volnay (Saint-Pierre)   | 9 novembre, 20h00 |
| (D1P)    | US Stade Tamponnaise | 1 - 2           | SS Saint-Louisienne | (D1P)    | Stade Klébert-Picard (Le Tampon)     | 9 novembre, 20h00 |

## Demi-finales
Les matchs sont prévus le vendredi 18 novembre 2011 sur terrain neutre.
Résultats des rencontres
| Division | Club                | Résultat | Club          | Division | Lieu                             | Date, heure        |
| -------- | ------------------- | -------- | ------------- | -------- | -------------------------------- | ------------------ |
| (D1P)    | SS Saint-Louisienne | 1 0      | AS Possession | (D1P)    | Stade Jean-Ivoula (Saint-Denis)  | 18 novembre, 20h30 |
| (D1P)    | Saint-Pauloise FC   | 2 - 1    | AS Excelsior  | (D1P)    | Stade Klébert-Picard (Le Tampon) | 18 novembre, 20h30 |

## Finale
| 27 novembre 2011 17h00 GMT | Saint-Pauloise FC | 1 - 0ap | SS Saint-Louisienne | Stade Jean Ivoula, Saint-Denis |                          |
|                            | Rasolofo 119e     |         |                     | Arbitrage : Steeve Dubec       | Arbitrage : Steeve Dubec |

## Sources
- (fr) Site de la LRF (Ligue Réunionnaise de Football)